# Stollen (Ilmenau)

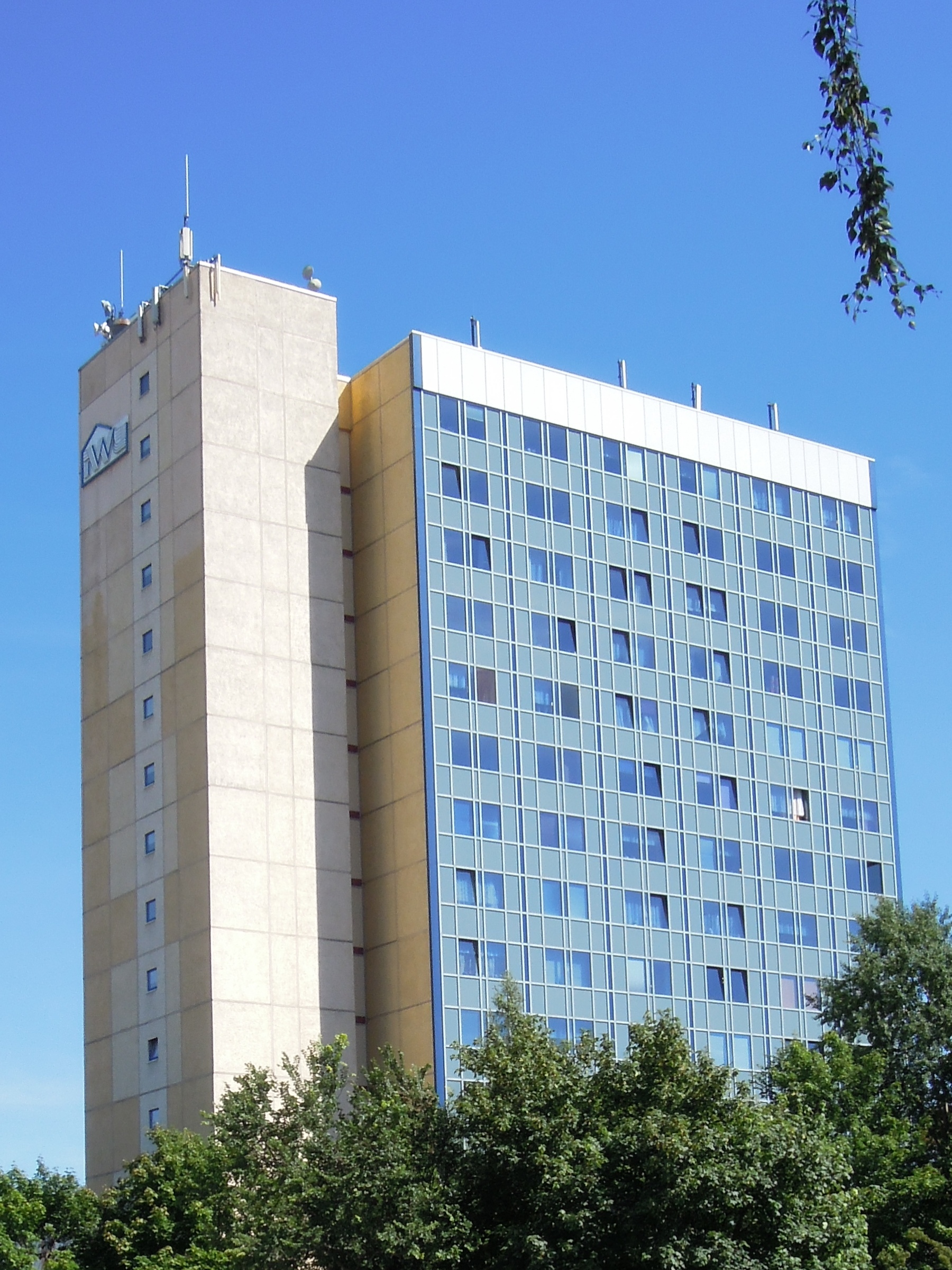
Das Hochhaus am Stollen, Ilmenau

Der Stollen ist ein Wohngebiet in der thüringischen Stadt Ilmenau. Es liegt im Südosten der Stadt zwischen dem Tal der Ilm und dem Waldrand am Lindenberg bzw. Floßberg. Der Name leitet sich von den Bergwerksstollen ab, die sich nahe dem heutigen Wohngebiet befanden.

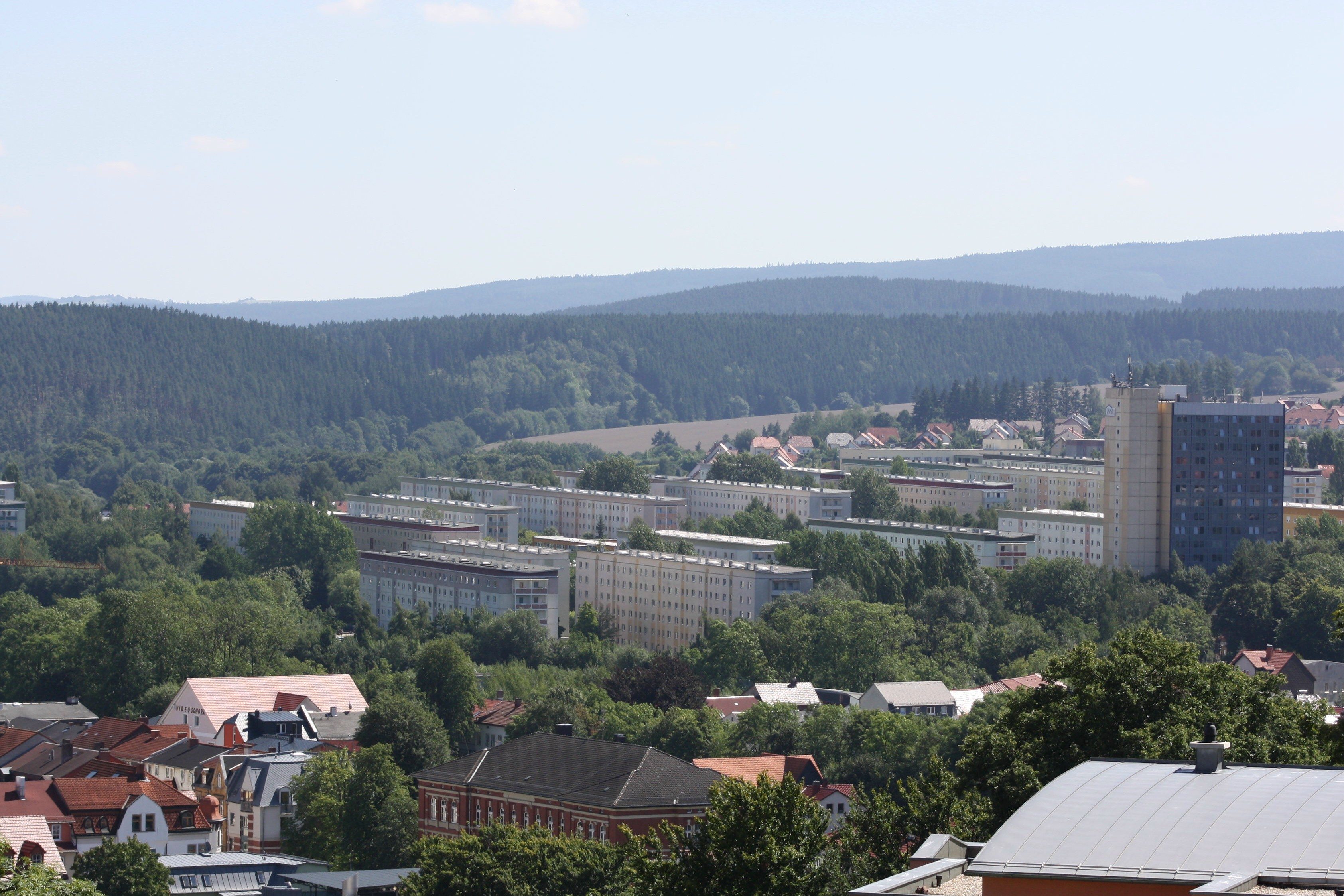
Blick von der Sturmheide auf den von 1971 bis 1980 gebauten Teil des Wohngebietes mit dem Hochhaus am Stollen

Das Wohngebiet besteht aus zwei Teilen: den sogenannten „Altneubauten“ im Süden und den Plattenbauten im Norden. Die Altneubauten sind vierstöckige Wohnblocks, die in den 1950er- und 1960er-Jahren in Stein-auf-Stein-Bauweise errichtet wurden. Bei den Plattenbauten handelt es sich um fünf- oder sechsstöckige Blocks, die aus Betonfertigteilen zwischen 1971 und den frühen 1980er-Jahren hochgezogen wurden. Sie dienten vor allem den Mitarbeitern des VEB Werk für Technisches Glas Ilmenau und des Porzellanwerks als Wohnsitz, während einige Altneubauten zunächst als Unterkunft der polnischen Budimex-Bauarbeiter dienten, die das Glaskombinat und weitere Großbauprojekte in der Stadt durchführten.
Insgesamt gibt es 28 Altneubaublocks und 28 Plattenbau-Blocks auf dem Stollen. Des Weiteren existiert noch das Hochhaus am Stollen mit 14 Etagen als einziges Hochhaus im Ilm-Kreis. Es wurde 1983 errichtet und ist etwa 50 Meter hoch. Die Hauptverkehrsader des Wohngebiets ist die Johann-Friedrich-Böttger-Straße, die außerdem von Ilmenau nach Oehrenstock führt. An ihr liegen auch drei der vier Bushaltestellen des Wohngebiets. Seit der Verlängerung der Stadtbuslinie C über das Wohngebiet „Hüttenholz“, befindet sich die vierte Bushaltestelle an der Schortestraße. Neben der Grundschule „Am Stollen“ und der Regelschule „Geschwister Scholl“ gibt es auch eine Jugendherberge, einen Kindergarten sowie zwei Pflegeheime.
Heute gehört der Stollen zu den wenigen Plattenbaugebieten in den neuen Bundesländern, die komplett saniert wurden. Auf Abriss wurde hier verzichtet, da die Leerstandsquoten gering sind. Der Campus der Technischen Universität liegt ebenfalls nur wenige hundert Meter vom Stollen entfernt. So stellen die Studenten nach den Rentnern eine weitere große Bevölkerungsgruppe des Gebiets. Die Gebäude befinden sich im Besitz der städtischen Ilmenauer Wohnungs- und Gebäudegesellschaft mbH sowie der Wohnungsbaugenossenschaft Ilmenau/Thüringen e.G.